# ペネム
ペネム（Penemue）は、旧約聖書偽典に名前があらわれる天使の一人。『エノク書1』69章にみつかいたちの頭の一人としてあげられ、「人の子らに苦みと甘みを見せ、また彼らの知恵の秘密をことごとく見せた」（69:8）と記されている。ペネムエとも呼ばれている。